# Karaté Boy
 (décembre 2014).
Si vous disposez d'ouvrages ou d'articles de référence ou si vous connaissez des sites web de qualité traitant du thème abordé ici, merci de compléter l'article en donnant les références utiles à sa vérifiabilité et en les liant à la section « Notes et références ».
Karaté Boy est une série télévisée française créée par Monsieur Poulpe et Davy Mourier (sous les pseudonymes de Erwan MacDonald et Trevor Saint-John) diffusée depuis le 21 mai 2010 sur la chaîne Nolife puis sur le site internet d'Ankama, sur France 4 et YouTube. La série était notamment diffusée à la fin de l’émission J'irai loler sur vos tombes. Il s'agit d'un hommage aux films d'action et d'art martiaux des années 1960 à 80, c'est pour cette raison qu'elle présente volontairement un grand nombre de faux-raccords et une réalisation à première vue bâclée.
Le série suit Karaté Boy, survivant d'un cataclysme qui fit presque totalement disparaître l'humanité, qui recherche les derniers humains en vie.

## Synopsis

### Saison 1
Karaté Boy, le dernier homme sur Terre, erre sans raison dans une ville vidée de ses habitants depuis la fin du monde. En cherchant de la nourriture dans un immeuble, il tombe dans le piège d'un loup-garou ninja avec un accent belge affamé qui l'appâta avec une barre chocolatée. Un combat s'engage entre les deux individus, le loup-garou semble avoir l'avantage mais Karaté Boy lui fit remarquer qu'au lieu de faire un piège avec une barre chocolatée pour pouvoir le manger, il aurait pu manger la barre chocolatée. Le loup-garou vexé s'en va et Karaté Boy mange la barre chocolatée qui s'avère être en réalité un étron. Après ce combat, Karaté Boy essaye de trouver les toilettes en faisant tourner un stylo sur lui-même. Quelques minutes plus tard il y parvient mais se rend compte que la porte des WC est possédée par le démon Kratos, qui veut empêcher tout le monde de déféquer, mais Karaté Boy parvient tout de même à rentrer grâce à une ruse et à battre le démon. Pendant que Karaté Boy défèque, il se fait attaquer par un vampire nommé Mikonos qui veut boire son sang. Karaté Boy résiste jusqu'au matin où les rayons du soleil poussent le vampire à se transformer en rouleau de papier toilette, Karaté Boy l'utilise et se fait mordre le périnée par le vampire.
Quelque temps plus tard, Karaté Boy se fait attaquer par l’Horloger, un magicien qui contrôle le temps grâce à sa montre. Cet être maléfique tente de faire vieillir Karaté Boy jusqu'à ce qu'il meure, mais le héros arrive à retourner l'attaque de l'Horloger contre lui-même en lui jetant un verre d'eau et avant de mourir, le magicien lui révèle qu'il n'est pas le dernier humain en vie et qu'il existe un lieu ou les survivants se sont réfugiés. Karaté Boy décide donc de partir à la quête de cet endroit, mais il se fait attaquer par un méchant clown à gaz créé par l'armée et qui résiste aux bombes nucléaires "comme les cafards mais en clown". Il attaque avec un étrange champ de force vert et avec ses bras-tuyaux mais le héros réussit à le tuer. Il se fait ensuite de nouveau attaquer dans une usine par Kratos qui a pris possession d'une ramette de papier et qui compte reprendre forme humaine. En contrôlant des meubles et une plante verte, il parvient à se changer en géant de papier sans que Karaté Boy ne l’empêche d'y arriver. Kratos semble avoir le dessus sur Karaté Boy mais il se fait immobiliser par Cybours, un ours cybernétique, qui se présente comme le pire ennemi de Karaté Boy. Le combat s'engage mais est interrompu par l'arrivée du général Lafayette (transporté dans le futur par un vortex spatio-temporel créé par une explosion nucléaire) et qui se présente lui aussi comme le pire ennemi de Karaté Boy. Un nouveau combat s'engage alors entre Cybours et Lafayette pour déterminer qui est le pire ennemi de Karaté Boy. Cybours arrive à tuer Lafayette et annonce à Karaté Boy qu'il sait où se cachent les derniers survivants de la race humaine et l'invite à le suivre dans un portail magique tri-dimensionnel.
Le portail mène Karaté Boy au royaume de Cybours, un lieu sauvage de type tempéré où coule une rivière. Cybours veut se venger de Karaté Boy : quand celui-ci était jeune, il mangea une partie de la famille de l'ours. Un nouveau combat commence, mais lorsque Cybours est sur le point de tuer Karaté Boy, il se rend compte qu'il doit hiberner et abandonne le combat. Avant de partir, il donne un indice à Karaté Boy : il avait mangé avec les derniers survivants de la race humaine et a fait de nombreux excréments en allant chercher son pire ennemi. Karaté Boy doit alors suivre les étrons de Cybours grâce à son radar à crotte de Cybours qu'il vola au loup-garou lors de son combat avec lui pour retrouver les derniers humains.
Au cours de son voyage vers le camp des derniers humains, il rencontre un mage télépathe cannibale qui veut faire de Karaté Boy sa marionnette, mais Karaté Boy arrive à le battre et le tue. Le chemin de Karaté Boy est ensuite bloqué par une rivière d'acide qu'il parvient à traverser grâce à une technique que lui a appris son ancien maître : la technique du saut le plus long du monde. Karaté Boy arrive à franchir l'obstacle mais cette technique lui demanda tellement d'énergie qu'il ne pourra plus jamais la refaire. Il rencontre ensuite son ancien ami, Lambert Wallace. Ils marchent un moment ensemble et arrivent dans un champ de mines invisibles, les gens qui y marchent dessus sont condamnés à mourir peut-être mais beaucoup plus tard. Mais pendant qu'ils essaie de s'échapper du champ de mine, Karaté Boy se souvient que Lambert Wallace n'est plus son meilleur ami mais son ennemi depuis que celui-ci lui fit un doigt d'honneur dans son dos des années auparavant. Karaté Boy jette alors Lambert sur une mine invisible et continue sa route seul. Karaté Boy se réfugie dans une maison pour passer la nuit mais se fait agresser par la Dame Informatique qui lui reproche d'avoir maltraité une télécommande. Karaté Boy tue la Dame Informatique, ce qui déclenche la colère de l'informatique qui immobilise Karaté Boy et le viole. Le lendemain Karaté Boy se réveille en croyant que tout ce qu'il s'est passé est un rêve et poursuit son chemin. Il trouve alors une route sur laquelle circule une voiture, Karaté Boy lui fait signe de s'arrêter mais la voiture fonce sur lui, manquant de peu de le tuer. Karaté Boy se rend compte que l'automobile n'est pas conduite par quelqu'un mais est un robot : elle se présente comme une voiture-robot construite par l'armée pour résister aux attaques nucléaires et protéger le président de la république, mais maintenant que celui-ci est mort elle doit tuer les humains, ce qui est son deuxième programme. Karaté Boy s'enfuit alors en espérant que la voiture le suivra jusqu'à ce qu'elle n'ait plus d'essence pour pouvoir la battre. Au bout d'un moment la voiture tombe en panne sèche mais Karaté Boy refuse de la tuer car celle-ci a une famille, il urine alors dans son réservoir pour lui permettre de repartir.
Perdu dans la foret, Karaté Boy fabrique une nouvelle pile avec une pomme de terre et un citron pour son détecteur de crottes de Cybours et se remémore ce qu'il s'est passé juste avant la fin du monde. Pendant ce temps, l'hibernation de Cybours est stoppée par le Grotte-Mitaine qui veut le tuer, mais Cybours lui échappe en lui faisant remarquer qu'il ne porte pas de pantalon et que dans la course-poursuite, son slip est tombé. Le Grotte-Mitaine lui laisse alors la vie sauve en échange de la promesse que Cybours ne révélera jamais la taille de son pénis.
Karaté Boy arrive ensuite dans un village désert où il est attaqué par ses deux fils venus du futur. Ils l'attaquent avec des pistolets lasers et souhaitent le tuer pour empêcher que l'humanité entière devienne dépressive. Karaté Boy les combat et les tue tous les deux. Après s'être réfugié dans le repaire d'une sorcière qui voulait lui prendre son corps et l'avoir combattue, Karaté Boy fait route vers le refuge des derniers humains. Mais sa route est bloquée par un robot géant belge qui lui pose une énigme pour passer la porte qu'il gardait, Karaté Boy résout l'énigme mais le robot l'attaque tout de même. Karaté Boy est sauvé par Marie-Christine qui l'amène au dernier camp des êtres humains, mais Cybours arrive et leur bloque la route. Le robot fait une crise cardiaque et Karaté Boy va affronter une nouvelle fois Cybours. L'ours cybernétique arrive à inoculer à Karaté Boy le virus de la leucose qui va le faire mourir du "SIDA des chats" en quelques minutes. Karaté Boy attaque Cybours afin de trouver l'antidote mais celui-ci le domine et le tue. Pris de remords, Cybours ranime Karaté Boy pour le re-tuer deux fois. Le combat reprend et Karaté Boy remarque que Cybours est en réalité télécommandé par un autre Cybours. Karaté Boy alors de réaliser une deuxième fois la technique du saut le plus long du monde au péril de sa vie pour tuer le deuxième Cybours, il y parvient et les deux Cybours sont hors d'état de nuire. C'est alors que l'un des derniers survivants humains, Billy Sandalette, va à la rencontre de Karaté Boy et lui propose de les rejoindre.
La saison se termine par une scène durant laquelle on découvre que la CB de Karaté Boy, qui a été sa confidente pendant son aventure, est reliée à la tour du prince de la secte de la Mouqette de Newkette City qui connait dorénavant l'emplacement des derniers survivants.

### Young Karaté Boy
Cette saison spin-off raconte la jeunesse de Karaté Boy et sa formation aux arts martiaux.
À huit ans, Jérémy Sterling décide de suivre les entrainements du Maître Karaté, qui va lui demander de nettoyer son parapluie, le plafond de sa cabane, d'enfiler et de retirer le plus rapidement possible sa veste, d'imiter le bruit des nunchakus… Le Maître Karaté donne alors à Jérémy le nom de Walter l'Abeille et lui donne sa veste. L'entrainement se poursuit et Walter l'Abeille apprend les techniques du Karalphabet et du Regard qui fige. Après avoir fini son « entrainement du Sopalin », Walter l'Abeille découvre que le tee-shirt de son maître — censé représenter l'Élu qui sauvera la Terre — est en réalité son portrait. Mais son maître, qui est en train d'avoir des rapports zoophiles avec une vipère, refuse de répondre à ses questions. Après avoir battu son double capitaliste, Walter l'Abeille demande à son maître de s’appeler « Garçon Karaté », ce qu'il accepte. Le Maître Karaté semble décidé à révéler son secret au Garçon Karaté, mais celui-ci tombe dans un piège d'Akishu le Moineau, l'autre élève du maître, jaloux du Garçon Karaté. Le maître refuse alors de lui révéler son secret et l'entrainement reprend. Alors que le maître et son élève sont dans la forêt, ils se font surprendre par le Mange-Merde, une créature qui mange ses proies, les défèque, puis les remange. Le Maître Karaté tente de le combattre mais il est mortellement touché. Avant de mourir, il révèle au Garçon Karaté son secret : il est Karaté Boy, l'Élu.

### Saison 2
Dans la taverne des derniers survivants humains, Karaté Boy passe du bon temps et retrouve Max, dernière femme du village des survivants et reine des amazones. Mais Shadow Maso, un moine nécromancien sado-masochiste envoyé par la Mouquette fait irruption. Il enlève Max, ensorcelle Crazy Jonhson, le meilleur ami de Karaté Boy, et transforme tous les autres survivants en zombies ninjas. Pour les vaincre, Karaté Boy leur fait manger des chips afin de boucher leurs chakras avec de la matière grasse. Il récupère alors le cadavre de son cousin, Pedro, et pars en direction de Newquette City pour délivrer Max.
Après avoir combattu Mère la Trappe et remporté des élections dans une plantation de pomme de terre, Karaté Boy se réfugie dans une maison pour se protéger d'un orage. En l'explorant pour voir si celle-ci est habitée, il trouve un livre, un des derniers vestiges de l'humanité, et souhaite le prendre pour enseigner la lecture aux enfants, mais son propriétaire, un esprit frappeur, s'y oppose et un combat s'engage. Cependant, se rendant compte du nombre de choses qu'il doit réaliser, Karaté Boy abandonne l'idée de sauvegarder la culture de l'humanité et rend à l'esprit frappeur son livre (en réalité un livre de propagande nazi).
Karaté Boy finit par rattraper Shadow Maso et Max, et un nouveau combat commence. Pendant celui-ci, Shadow Maso tente de ressusciter Cybours, mais Karaté Boy dévie son sortilège qui touche le cadavre de Pedro. Max parvient à gravement blesser le moine nécromancien mais ce dernier parvient à invoquer une créature (un croisement entre un insecte, un rapace et un squelette) avant de mourir. La créature attrape Max dans ses serres et la téléporte à Newquette City, le berceau de la Mouquette.
Après avoir quitté Pedro à la suite d'une dispute, Karaté Boy arrive à la tour de Newquette City où il rencontre l'Oracle. Le vieil homme lui raconte que le prince de la Mouqette a capturé Max pour la féconder à minuit un jour paire du mois car elle possède « le vagin dont on fait les rois » et que l'Élu Karaté doit la sauver. Le Prince de la Mouquette et son bras droit, Sunshine, se trouvent au quatrième étage de la tour et Karaté Boy n'a que quarante minutes pour combattre les ennemis des trois premiers étages et secourir Max.
Au premier étage, le héros rencontre le premier gardien de la Mouquette : le Général Duplicat, un nekomimi qui peut se dupliquer neuf fois car, comme les chats, il possède neuf vies. Alors qu'il est sur le point de mourir sous les coups de Duplicat, Karaté Boy parvient à lui échapper en utilisant la carte que lui avait donnée l'Oracle.
Le deuxième gardien de la tour de la tour est un judoka, Judokid, qui veut se venger de Karaté Boy et de son maître qui ont dénigré le judo pendant plusieurs années. Les deux ennemis étant de force quasi-égale, Karaté Boy décide d'utiliser la technique du Karalphabet que lui avait enseignée son maître et réussit à battre Judokid qui en s'effondrant fait tomber un « GPS à Épée Dragon ».
Au troisième étage, Karaté Boy doit combattre l'Esprit Flatteur, le frère de l'esprit frappeur que l'Élu avait battu auparavant. La technique de l'Esprit Flatteur consiste à flatter son ennemi jusqu'à ce qu'il perde toute concentration pour pouvoir le tuer. L'esprit parvient à empoisonner Karaté Boy, mais il parvient à arriver au quatrième étage et à stopper le prince de la Mouquette et à s'échapper avec Max.
À la recherche de l'Épée Dragon pour tuer le prince de la Mouquette, Max et son sauveur se font attaquer par Pistonegro, un chasseur de primes envoyé par la Mouquette. Le combat est long et au bout de deux heures Max parvient à poignarder le chasseur de primes mais Karaté Boy est touché par son yoyo empoisonné qui rend sourd et aveugle, mais étant immunisé contre le poison, ils repartent en direction de la Caverne de l'Épée Dragon.
Sur leur route, ils rencontrent un nouvel ennemi, Herman Frodite, un nazi en plomb génétiquement modifié, qui transforme Karaté Boy en Karaté Girl. Croyant sa dernière heure arrivée, Karaté Girl demande à Max de lui donner un baiser, ce qui perturbe le scientifique nazi. Les deux héroïnes décident alors de simuler une scène de pornographie lesbienne pour faire baisser la garde de leur ennemi. Leur plan fonctionne et Herman Frodite finit par exploser et Karaté Girl redevient Karaté Boy.
Après avoir combattu le Dahous, Max quitte Karaté Boy pour accomplir son destin, il repart alors seul en quête de l'Épée Dragon. Il finit par découvrir l'île sur laquelle l'épée est cachée mais surprend également des pirates qui souhaitent s'en emparer. Il assomme alors l'un des pirates et lui vole ses habits pour pouvoir monter à bord sans se faire repérer. Mais il se fait remarquer et le capitaine du bateau le jette à l'eau où un combat s'engage. Karaté Boy tue le capitaine et arrive sur l'île de l'Épée Dragon.
Arrivé dans la Caverne de l'Épée Dragon, il se rend compte que celle-ci est gardée par le Mange-Merde, la créature qui jadis avait tué son maître. Karaté Boy parvient à tuer le monstre grâce à ses pouvoirs et va vers Newquette City combattre la Mouquette armé de l'Épée Dragon.

## Liste des épisodes

### Saison 1
- 1 : Alone : seul
- 2 : Alone : seul (2)
- 3 : Mikonos
- 4 : L'Horloger
- 5 : Le clown à gaz
- 6 : Karaté Boy et le retour de Kratos
- 7 : Karaté Boy contre le Général Lafayette
- 8 : Karaté Boy contre le Cybours
- 9 : Karaté Boy contre le méchant mage
- 10 : Karaté Boy et le saut le plus long du monde
- 11 : Karaté Boy et son vieil ami Lambert Wallace
- 12 : Karaté Boy et le saut le plus long du monde
- 13 : Karaté Boy contre Marie-Christine
- 14 : Karaté Boy contre le flashback de l'amour
- 15 : Cybours
- 16 : Karaté Boy contre la portes des étoiles du futur
- 17 : Karaté Boy et la sorcière
- 18 : Karaté Boy et l'énigme du robot gardien
- 19 : Karaté Boy et l'énigme du robot gardien
- 20 : Karaté Boy, le dernier homme sur Terre

### Young Karaté Boy
Young Karaté Boy est une série spin-off dont la première (et seule) saison est sortie entre les saisons 1 et 2 de Karaté Boy, elle raconte la jeunesse de Karaté Boy.
- 1 : Épisode 1
- 2 : Épisode 2
- 3 : Épisode 3
- 4 : Épisode 4
- 5 : Épisode 5
- 6 : Épisode 6
- 7 : Épisode 7
- 8 : Épisode 8
- 9 : Épisode 9
- 10 : Épisode 10
- 11 : Épisode chinois
- 12 : Épisode 12
- 13 : Épisode 13
- 14 : Épisode 14
- 15 : Épisode 15

### Saison 2
La diffusion de cette deuxième saison a commencé en septembre 2011, elle comporte plus de personnages et un style de montage légèrement différent, avec notamment des écrans de présentation des personnages et de certains combats.
- 1 : Le dernier homme sur Terre
- 2 : Le dernier homme sur Terre 2
- 3 : Karaté Boy contre la Mère la Trappe
- 4 : Karaté Boy et la politique de proximité
- 5 : L'esprit frappeur
- 6 : L'embuscade
- 7 : Newkette City - part. 1
- 8 : Newkette City - part. 2
- 9 : Newkette City - part. 3
- 10 : Pistonegro et ses balles vivantes
- 11 : Karaté Boy contre Herman Frodite
- 12 : The Dahous
- 13 : Le pirate qui monte un bateau
- 14 : La grotte de l'épée dragon
- 15 : Newkette City - contre le prince de la Mouquette

### Les coulisses de Karaté Boy: La voix du tigre
- 1 : Tome I
- 2 : Tome II
- 3 : Tome III
- 4 : Tome IV
- 5 : Tome V
- 6 : Tome VI
- 7 : Tome VII
- 8 : Tome VIII

## Fiche technique
- Titre français : Karaté Boy
- Titre alternatif : Karaté Boy, le dernier homme sur Terre
- Réalisation : Monsieur Poulpe et Davy Mourier
- Scénario : Monsieur Poulpe et Davy Mourier
- Image : Rémy Argaud
- Son : Clément Maurin
- Production : Ankama Productions

## Distribution
- Monsieur Poulpe : Karaté Boy / Le Grotte-Mitaine / René Mouquette
- Davy Mourier : Sylvestre, le Maître Karaté / Le prince de la Mouquette / Cybours / Le loup-garou / L'Horloger / Mikonos / Kratos / Le clown à gaz / Marie-Christine (voix) / Le mage cannibale / Lambert Wallace / La sorcière / Un fils de Karaté Boy / Le robot géant / Shadow Maso / Mère la Trappe / Michel Phong / L'Esprit Frappeur / Général Duplicat / L'Esprit Flatteur / Pistonegro / Herman Frodite / Le chasseur / Le pirate / Le Mange-Merde
- Justine Le Pottier : Max
- "Yo" : L'invocation de la sorcière / Pedro / L'homme à la tête pas facile à regarder
- Christophe Agius : La voix-off / L'Oracle
- Paul-Henri de Baecque : Sunshine
- Maëlys Ricordeau : Karaté Girl
- Clément Maurin : L'ancien président de l'Angleterre
- James Delleck : L'homme qui bégaye

## Autres supports
La série Karaté Boy a également fait l'objet d'un bande dessinée en 2012 : L'intégrale des Karaté Boy magazine de 1986/1987 qui se présente comme un faux recueil de magazines. Il a été écrit et dessiné par Davy Mourier, Monsieur Poulpe et Philippe Briones.